# Panzerkampfwagen III
Panzerkampfwagen III (resp. PzKpfw III či SdKfz 141) byl německý střední tank, vyráběný v letech 1939–1943. Celkem bylo vyrobeno asi 5650 strojů.
Dosavadní tanky, tj. již vyráběný PzKpfw I a vyvíjený PzKpfw II, byly od začátku nahlíženy jako přechodné a zkušební typy.

## Vývoj

Přehled podvozků všech typů

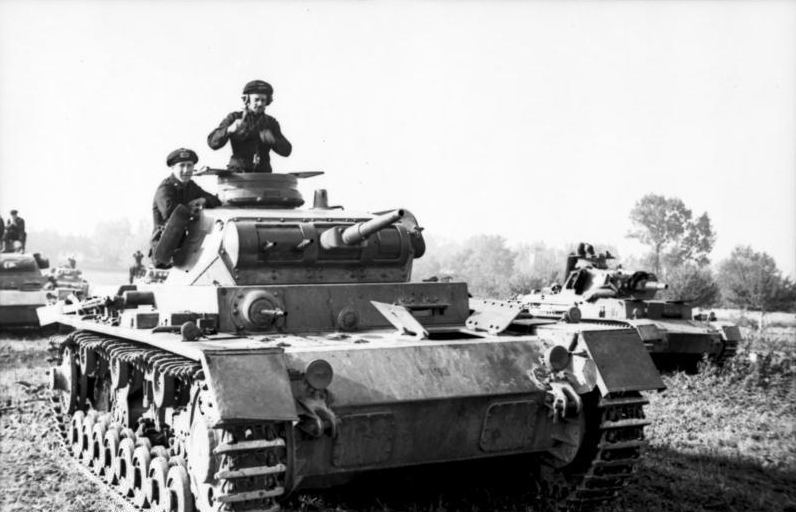
Všechny modely s kanonem ráže 3,7 cm (zde Ausf D) měly dva kulomety vedle děla.

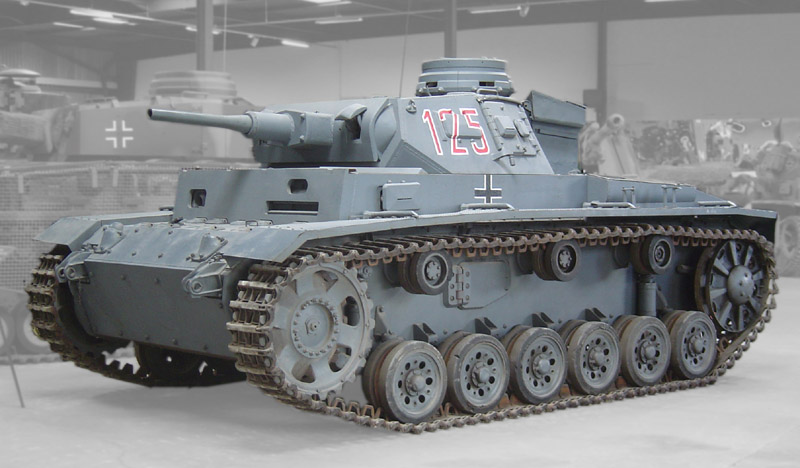
Panzer III Ausf. F. Musée des Blindés, Francie (2006)

Tank Pz III měl představovat hlavní bitevní tank německých vojsk v nastávající válce. Jeho původní verze byly vyzbrojeny 37mm kanonem, předpokládalo se, že by časem mohly být přezbrojeny na 50mm kanony. Tank se v prvních taženích osvědčil, byť jeho relativně slabá výzbroj se ukazovala jako problematická, pokud se setkal s odolnějšími francouzskými nebo britskými tanky. V roce 1940 se proto začaly objevovat první stroje s krátkými 50mm kanony. Stroje s 50mm kanony (Panzer III J) byly například použity německými vojsky v bitvě o Gazalu.
Původní koncepce tanku byla přehodnocena během zahájení operace Barbarossa. Tanky Pz III se začaly setkávat s masami tanků T-34 a KV-1, na něž jejich kanony vůbec nestačily. Urychleně proto byly vyvinuty nové typy vyzbrojené dlouhými 50mm kanony (5 cm KwK 39 L/60) a starší tanky byly přezbrojovány. Ačkoliv tak došlo ke značnému zvýšení úderné síly, Pz III stále ještě nepředstavovaly adekvátní prostředek pro boj s ruskými protějšky. Nakonec nezbylo než akceptovat skutečnost, že Pz III byl příliš malý a lehký a neumožňoval instalaci dostatečně silné zbraně. Proto byla jeho výroba v roce 1943 ukončena.
Hned v počátku se kolem tohoto stroje objevil konflikt mezi zbrojním úřadem a inspektorátem motorizovaných vojsk týkající se hlavní výzbroje nového tanku. Zatímco zbrojní úřad (Waffenamt) považoval za dostatečný kanon ráže 37 mm, druhá strana trvala na ráži 50 mm. Nakonec byl vybrán kanon menšího kalibru protože i ostatní vojsko již bylo vyzbrojeno protitankovými kanony 3,7 cm, díky čemuž stačila výroba pouze jednoho druhu munice. Dle požadavku inspektorátu byla však alespoň věž tanku konstruována tak, aby umožňovala případné pozdější osazení kanonem větší ráže.
V roce 1934 formuloval zbrojní úřad konečně požadované charakteristiky nového stroje a předal je firmám MAN, Daimler-Benz, Rheinmetall-Borsig a Krupp spolu s objednávkou na vývoj prototypu. Hmotnost vozidla neměla podle specifikací překročit 15 tun. Požadovaná maximální rychlost stroje byla 40 km/h a posádku mělo tvořit pět mužů – velitel, střelec a nabíječ umístění ve věži, řidič a radista v přední části trupu. Stroj měl být samozřejmě plně pásový s výzbrojí soustředěnou v otočné věži.
Pouze firmy Krupp a Daimler-Benz však dovedly vývoj až k postavení prototypu. Stroj firmy Krupp, označovaný MKA, spočíval na podvozku složeném ze šesti plných pojezdových kol, loukoťového kola napínacího a kola hnacího s kruhovými odlehčovacími otvory. V horní části dosedal pás na tři podpůrné kladky. Trup tanku byl tvořen rovnými pancéřovými deskami, které byly spojeny většinou svárem. Za prudce skosenou čelní deskou se zvedala nástavba v jejíž přední stěně se nalevo nacházel průzor řidiče. Další průzory byly na obou bocích. Levým vyhlížel opět řidič, pravý sloužil radistovi, který měl v této části stroje své stanoviště.
Na ploché desce nástavby byla zhruba v polovině délky stroje umístěna plně otočná věž. V zádi trupu byl potom motorový prostor. Přední spodní rohy věže byly skosené, což se stalo pro věže pozdějších tanků standardem. V čelním štítu věže byla instalována hlavní zbraň, kanon ráže 37 mm a doplňkový kulomet ráže 7,92 mm.
Testy obou prototypů probíhaly v oblasti Kummersdorfu a Ulmu na přelomu let 1936 a 1937. Jako vítěz z nich vzešel jednodušší prototyp firmy Daimler-Benz vedený pod označením ZW neboli Zugführer Wagen (vozidlo velitele čety). Další osud neúspěšného prototypu MKA není znám, ale zřejmě dosloužil jako cvičné vozidlo.
Základní konstrukce prototypu Daimler-Benz byla shodná s tou od firmy Krupp. Podvozek sestával z pěti relativně velkých pojezdových kol s kruhovými odlehčovacími otvory a gumovou obručí po obvodu. Každé kolo bylo uchyceno i odpruženo samostatně. Vpředu se dále nacházelo rovněž perforované kolo hnací a zcela vzadu kolo napínací, obě zvednutá nad úroveň terénu. Shora dosedal pás na dvě podpůrné kladky s gumovou bandáží. Trup byl svařen a snýtován z rovných pancéřových desek o síle 14,5 mm. Pouze dno vany mělo tloušťku jen 5 mm.
Za samotnou čelní deskou podvozkové vany následovala rovná plošina, ve které se nalézaly průlezy řidiče a radisty, uzavřené dvoudílnými poklopy. Z této plošiny se zvedala čelní stěna nástavby. V její levé části byl odklopný průzor řidiče, v pravé potom korbový kulomet MG 34 ráže 7,92 mm uchycený v kruhovém střelišti. Kulomet obsluhoval radista sedící v trupu tanku hned vedle řidiče. Rovněž v obou bočních stěnách nástavby se nacházely odklopné průzory sloužící řidiči a radistovi k výhledu do stran.
Zbylí tři členové posádky, velitel, střelec a nabíječ, měli svá stanoviště ve věži. Věž byla umístěna na horní ploše nástavby zhruba v polovině délky celého stroje. V jejích bočních stěnách byly průlezy pro střelce a nabíječe, oba opatřené jednodílnými dvířky otvíranými do strany. Dvířka byla opatřena jednoduchými štěrbinovými průzory. Další dva průzory se nacházely na bocích věže před těmito dvířky. Tyto průzory byly stejného typu jako již zmíněné boční průzory řidiče a radisty. Daly se odklopit směrem nahoru pro lepší výhled. Během pobytu v bojové oblasti ale zůstávaly uzavřené a výhled zajišťovaly pouze štěrbiny v jejich krytech.
Ze zádi věže vystupovala část oblouku velitelské věžičky, pod kterou bylo stanoviště velitele tanku. Věžička měla po svém obvodu osm symetricky rozmístěných pozorovacích otvorů, kterými velitel sledoval okolí vozu. Po stranách tubusu velitelské věžičky byly v zadní stěně věže umístěny malé obdélníkové střílny pro ruční zbraně opatřené kryty. Tloušťka pancéřování věže činila 14,5 mm na všech stěnách kromě stropu, ten byl tlustý pouze 10 mm. Čelní stěna věže nesla ve vnějším úchytu hlavní zbraň tanku – kanon KwK 36 L/46,5 ráže 37 mm. Po jeho pravé straně se potom nacházely dva spřažené kulomety MG 34. Celková zásoba munice na palubě stroje činila 120 nábojů pro kanon a 4425 nábojů pro všechny tři kulomety.

## Varianty

### Zkušební verze
- Ausf. A – vyrobeno pár prototypů, sloužily v Polsku, vystrojen motorem Maybach HL 108 a kanónem 3,7cm KwK 36 L/46,5
- Ausf. B – vyrobeno pár prototypů, sloužily v Polsku
- Ausf. C – vyrobeno pár prototypů, sloužily v Polsku
- Ausf. D – vyrobeno pár prototypů, sloužily v Polsku a Norsku

### Hlavní produkce
- Ausf. E – vylepšen podvozek a motor nahrazen modelem Maybach HL 120
- Ausf. F – první větší produkce, drobná vylepšení

- Ausf. G – drobná vylepšení, později vyzbrojen kanónem 5cm KwK 38 L/42, s 30mm pancéřovými deskami a jen jedním koaxiálním kulometem
- Ausf. H – drobná vylepšení
- Ausf. J – nejvyráběnější verze, upraven pancíř, dočasně toto označení nesly i pozdější stroje s kanonem 5cm KwK 39 L/60
- Ausf. K – velitelský tank
- Ausf. L – označení pro stroje Ausf. J vyzbrojené delším kanonem 5cm KwK 39 L/60, některé z nich dostaly přídavné pancéřování
- Ausf. M – drobná vylepšení
- Ausf. N – podpůrný tank s kanónem 7,5 cm KwK 37 L/24, bez přídavného pancíře na věži

## Významné přestavby

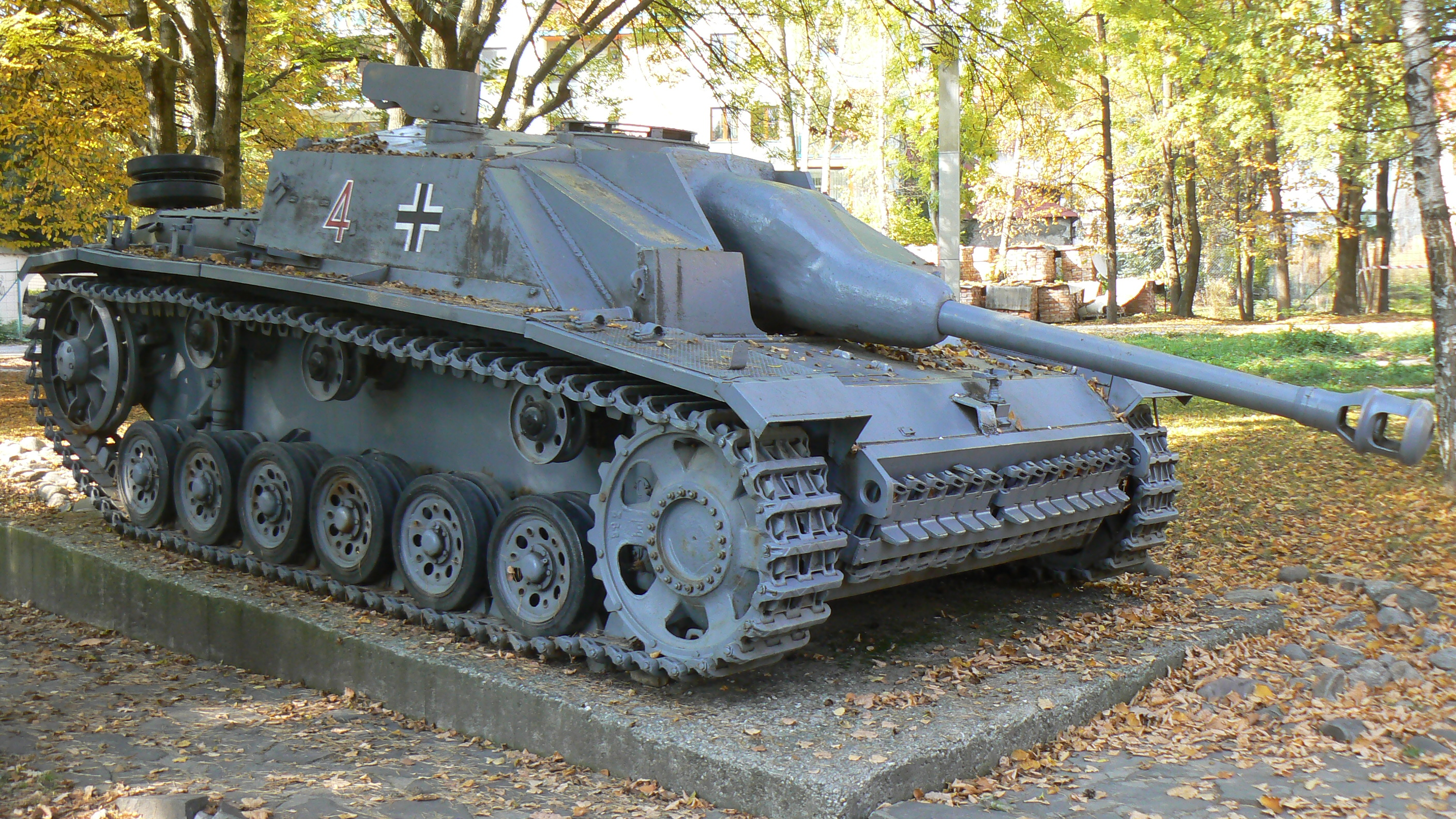
Útočné dělo Stug III na podvozku Pz III

- Flammpanzer III (plamenometná verze)
- Sturmgeschütz III (útočné dělo)
- Sturmhaubitze 42
- Nashorn
- Hummel (samohybné dělo)
- SU-76i (ruská přestavba na útočné dělo)